# Ohlin Island
Ohlin Island ist eine bis zu 170 m hohe Insel im Palmer-Archipel westlich der Antarktischen Halbinsel. Sie liegt 9 km westlich des nördlichen Ausläufers von Tower Island sowie nördlich der Charcot-Bucht in der Bransfieldstraße. 
Die erste Sichtung geht wahrscheinlich auf den irisch-britischen Seefahrer Edward Bransfield am 17. Januar 1820 zurück, der die Insel später in Verbindung mit Tower Island als Tower’s Islands benannte. Eine weitere, allerdings nur grobe Kartierung unternahm der britische Seefahrer Henry Foster zwischen Januar und März 1829 im Zuge seiner von 1828 bis 1831 dauernden Antarktisfahrt mit der HMS Chanticleer. Foster benannte die Insel nach dem britischen Astronomen Francis Baily (1774–1844). In der Folge war sie unter den Namen Baily Island, Bailys Island und Baily’s Island auf Seekarten verzeichnet. Die erste genaue Kartierung erfolgte bei der Schwedischen Antarktisexpedition (1901–1903) unter der Leitung Otto Nordenskjölds. Nordenskjöld benannte sie nach Axel Ohlin (1867–1903), der als Zoologe an der Expedition teilnahm. Nach Vermessungen durch Wissenschaftler der britischen Discovery Investigations zwischen 1930 und 1931 setzte sich diese Benennung durch. Die ersten Luftaufnahmen der Insel entstanden zwischen 1956 und 1957 im Zuge der Falkland Islands and Dependencies Aerial Survey Expedition.